# Отчаянный (фильм, 1947)
«Отчаянный» (англ. Desperate) — фильм-нуар американского режиссёра Энтони Манна, вышедший на экраны в 1947 году.
Сценарий фильма написал Гарри Эссекс по истории Дороти Атлас и Энтони Манна. Фильм рассказывает о водителе частного грузовика Стиве Рэндалле (Стив Броуди), которого банда во главе с Уолтом Рэдаком (Рэймонд Бёрр) обманом втягивает в ограбление мехового склада, в ходе которого убивают полицейского. Опасаясь как преследования полиции, так и мести со стороны бандитов, Стив вместе со своей молодой женой (Одри Лонг) пускается в многомесячные бега.
Наряду с такими картинами, как «Жизнь даётся один раз» (1937), «Они живут по ночам» (1948), «Без ума от оружия» (1950) и «Где живёт опасность» (1950) фильм относится к субкатегории нуара «пара в бегах».

## Сюжет
Молодой водитель собственного грузовика Стив Рэндалл (Стив Броуди) получает по телефону выгодный заказ на перевозку товара, не подозревая, что заказчиком является главарь преступной банды Уолт Рэдак (Рэймонд Бёрр), который готовит ограбление. Прибыв на меховой склад, Стив быстро понимает, что его наняли для вывоза награбленного, и миганием фар привлекает внимание полицейского. В результате последующего вооружённого столкновения с полицией бандиты смертельно ранят одного из офицеров, младший брат Рэдака Эл оказывается в руках полицейских, а остальным бандитам удаётся скрыться. Вернувшись в своё логово, Уолт анонимно сообщает в полицию номер грузовика Стива, тем самым превращая его в соучастника преступления. Затем бандиты жестоко избивают Стива, а Уолт, угрожая изуродовать Энн (Одри Лонг), молодую жену Стива, принуждает его взять убийство полицейского на себя.
По дороге в полицейский участок Стиву удаётся сбежать от бандитов и вместе с Энн на поезде выбраться из города. Энн умоляет Стива немедленно пойти в полицию и обо всём рассказать, однако он отвечает, что в первую очередь должен вывезти её в безопасное место. Когда становится известно, что Элу грозит смертная казнь за убийство полицейского, Уолт начинает охоту на Стива. Узнав, что Энн беременна, Стив угоняет автомобиль, чтобы как можно скорее отвезти жену на ферму к её родственникам. Преодолев немало трудностей и сменив несколько автомобилей, паре удаётся добраться до места. Тем временем Уолт с помощью частного детектива выясняет, куда направился Стив.
Оставив Энн в безопасном месте на ферме, Стив приходит в полицию. Лейтенант Луи Феррари (Джейсон Робардс-старший) выслушивает историю Стива, однако отпускает его в расчёте, что тот выведет полицию на остальных членов банды. Действительно, некоторое время спустя, проследив за перемещениями частного детектива, полиция выходит на логово Уолта Рэдака и его банды. В ходе перестрелки один из бандитов попадает в руки полиции, а Уолт получает тяжёлое ранение, но ему удаётся скрыться. Два месяца спустя Уолт приезжает в сельский городок, где обосновались Стив и Энн. Заметив бандита на улице, Стив вместе с Энн немедленно уезжает на автобусе в другой город. Прямо в дороге у Энн начинаются схватки, и в ближайшей больнице она рожает девочку. Некоторое время спустя в газетах появляется сообщение о предстоящей казни Эла Рэдака, после чего Уолт вновь находит Стива и стреляет в него прямо на улице. Стив немедленно отправляет Энн с ребёнком в Калифорнию, а затем отсылает по почте на её имя страховку, которую оформил на случай своей смерти.
Лейтенант Феррари сообщает Стиву, что захваченный ранее бандит подтвердил невиновность Стива в преступлениях банды Рэдака. Однако, вернувшись домой, Стив попадает в руки Уолта, который обещает застрелить Стива через пятнадцать минут, то есть в тот самый момент, когда состоится казнь Эла. Когда к дому подъезжает полиция, начинается перестрелка, в ходе которой полиция убивает подручного Рэдака, но самому главарю удаётся скрыться в доме. Стив бросается за Уолтом в погоню по лестнице и в перестрелке убивает его. После завершения операции Феррари поручает указать в отчёте, что Стив застрелил Уолта в целях самообороны. Он говорит Стиву, что тот свободен, и на прощание просит передать привет и наилучшие пожелания семье.

## В ролях
- Стив Броуди — Стив Рэндалл
- Одри Лонг — Энн Рэндалл
- Рэймонд Бёрр — Уолт Рэдак
- Дуглас Фоули — Пит Левич, частный детектив
- Уильям Чэлли — Рейнолдс
- Джейсон Робардс-старший — лейтенант Луи Феррари
- Фредди Стил — Шорти Эбботт
- Пол Е. Бёрнс — дядя Ян
- Илка Грюнинг — тётя Клара
- Кэрол Форман — миссис Генри Робертс (в титрах не указана)
- Роберт Брэй — полицейский при лейтенанте Феррари (в титрах не указан)
- Сай Кендалл — Эйс Морган (в титрах не указан)

## Создатели фильма и исполнители главных ролей
Как пишет киновед Ричард Стейнер, после серии картин категории В на скромной студии «Рипаблик пикчерс», «фильмом „Отчаянный“ кинорежиссёр Энтони Манн начал то, что сегодня считается нуаровым циклом Манна из семи фильмов 1947-49 годов, которые стали одними из лучших в истории жанра». К ним относятся такие работы режиссёра, как «Подставили!» (1947), «Агенты казначейства» (1947), «Он бродил по ночам» (1948, в титрах не указан), «Грязная сделка» (1948), «Инцидент на границе» (1949) и «Переулок» (1950). Другие фильмы, такие как «Странное воплощение» (1946), «Господство террора» (1949) и «Высокая цель» (1951) были драмами и историческими произведениями, но тоже очевидно пропитанными нуаровым стилем. «TimeOut» отмечает, что «триллеры Манна категории В все как один выполнены в жёсткой и суровой стилистике».
Актёр Стив Броуди «сыграл в этом фильме редкую для себя главную роль». На протяжении своей карьеры он играл преимущественно роли второго плана, в частности, в таких фильмах нуар, как «Из прошлого» (1947), «Перекрёстный огонь» (1947), «Распрощайся с завтрашним днём» (1950), «Ограбление инкассаторской машины» (1950) и «М» (1951). Одри Лонг также играла в основном роли второго плана, в том числе, в фильме нуар «Рождённый убивать» (1947), а также в криминальных мелодрамах малых студий «Убитая сценой» (1948), «Суд без присяжных» (1950) и «Страховой следователь» (1951).
Прежде чем сыграть главные роли в двух успешных телесериалах: сначала адвоката — в судебной драме «Перри Мейсон» (1957-66), а затем прикованного к инвалидному креслу детектива — в криминальной драме «Айронсайд» (1967-75), Рэймонд Бёрр исполнил заметные роли второго плана во многих фильмах нуар, среди них «Грязная сделка» (1948), «Западня» (1948), «Безжалостный» (1948), «Спи, моя любовь» (1948), «Я люблю проблемы» (1948), «Синяя гардения» (1953), «Окно во двор» (1954) и «Преступление страсти» (1957).

## История создания фильма

### Разработка сценария
По словам киноведа Макса Альвареса, «фильм стал поворотной точкой для Манна», став «первым по-настоящему манновским фильмом с точки зрения тематики и обстоятельств, которые займут видное место в его самых сильных работах». Манн не случайно получил право ставить картину. Вместе с Дороти Атлас он написал 66-страничную историю для фильма под названием «Бегство», потратив на это не более пяти дней. В мае 1946 года Манн передал историю на студию РКО. По его словам, «ответственные люди в РКО сразу же проявили к ней интерес и предложили 5000 долларов за предварительный вариант сценария». Однако Манн ответил, что отдаст историю бесплатно, если студия назначит его режиссёром фильма. Первоначально студия была против, однако позднее по неизвестной причине поменяла точку зрения и назначила Манна режиссёром.
Работа над сценарием была поручена Гарри Эссексу, впоследствии написавшему сценарии таких успешных фильмов, как «Он бродил по ночам» (1948), «Тайны Канзас-сити» (1952) и «Это пришло из космоса» (1953). Окончательную шлифовку сценария выполнил Мартин Рэкин. По ходу работы были внесены некоторые изменения в историю, написанную Манном и Атлас. Так, в первоначальной версии Стив был не обычным рабочим человеком, обманным путём вовлечённым в ограбление, а человеком с криминальным прошлым, у которого были все основания опасаться полиции. Кроме того, в первоначальной истории Стив жестоко расправляется с шерифом, а в окончательной версии шериф попадает в аварию в результате несчастного случая . Сценарий также значительно изменил композицию изначальной истории, что улучшило его качество и позволило визуально представить многие важные обстоятельства сюжета, которые ранее передавались через реплики персонажей. Кроме того, была существенно расширена роль Рэдака, что значительно обогатило фильм.

### Проблемы с цензурой
На стадии утверждения сценария фильм столкнулся с возражениями со стороны главного цензурного органа Голливуда — Администрации производственного кодекса. В частности, глава Администрации Джозеф И. Брин в своём письме студии РКО от 17 октября 1946 года указывал на то, что «в своей нынешней форме основная история не приемлема по причине несоответствия требованиям Кодекса Хейса». В частности, указывалось на то, что согласно сценарию, положительный герой при помощи и подстрекательстве сотрудника полиции берёт осуществление правосудия в свои руки и убивает Рэдака. И после этого эпизода полицейский безнаказанно отпускает Стива, не привлекая его ни к каким юридическим процедурам. По мнению Брина, «такой неприемлемый финал надо полностью переписать». 30 октября РКО направила Брину отредактированный вариант сценария, в котором была сохранена жестокая схватка между героем и злодеем. По неизвестной причине, на этот раз Брин посчитал историю приемлемой.
17 октября в письме в РКО Брин также предупреждал о недопустимости показа убийства полицейских на экране и потребовал, чтобы сцена ограбления склада была снята таким образом, чтобы создалось впечатление, что полицейский тяжело ранен, и лишь позднее становится известно, что он умер. Это было учтено в фильме, когда раненого полицейского поднимают его коллеги. В ноябре накануне начала съёмок сцен с участием банды Рэдака Брин дал указание РКО «избегать какого-либо намёка на то, что Уолт и его подручные являются гангстерами», а «команда злодеев не должна была превышать трёх человек». Однако в итоге Брин разрешил добавить в банду четвёртого члена. Озабоченность Брина вызвала и жестокость методов, с помощью которых Рэдак принуждает Стива взять вину за убийство полицейского на себя. Это предупреждение удалось обойти, заменив демонстрацию избиения показом лиц участников сцены, на которых отражается свет и тени от подвесной лампы, раскачивающейся в такт ударам .
В письме от 29 октября Брин заявлял, что разбивание бутылки и использование бутылочной розочки в качестве оружия не приемлемо, и потребовал «заменить её какой-либо другой формой угрозы». РКО проигнорировала это требование, после чего последовало второе и третье напоминание по этому вопросу, однако студия сохранила эту сцену в окончательном варианте. Зато по требованию Администрации было удалено объяснение того, как письмо родителей Энн попало в руки частного детектива. Согласно первоначальному варианту, детектив подкупил соседского мальчика, который выкрал письмо. Наконец, в сцене убийства Пита Администрация потребовала, чтобы оно было осуществлено только одним выстрелом, и чтобы убийца и жертва во время выстрела не попали в один кадр. Это требование было соблюдено.

### Съёмочный процесс
По словам Альвареса, на студии РКО фильм не рассматривался как престижный. Картина была снята за 27 дней в период между 21 ноября и 23 декабря 1946 года при бюджете 234.635 долларов. Зарплата Манна как режиссёра была снижена с 4375 до 3500 долларов. Как отмечает Альварес, корректировка бюджета фильма в сторону понижения подтверждает теорию о том, чёрно-белые криминальные фильмы по стилю становились более тёмными и мрачными из-за сокращения расходов на производство. В частности, в этом фильме запланированные изначально на свет 14 тысяч долларов были сокращены до 10 тысяч.
В рамках 25-дневного съёмочного графика 20 дней отводилось на съёмки в студии, и 4 — на съёмки на местной натуре, один день был оплачиваемым выходным. В реальности съёмки завершились на 3 дня позже графика, что было серьёзным, но довольно обычным нарушением для низкобюджетных фильмов в тот период. Более серьёзным обстоятельством был перерасход плёнки на 28 процентов, что дало коэффициент расхода плёнки 1 к 15 (из 95 тысяч футов отснятого материала в фильм вошло 6.5 тысяч футов). Однако за Манном перерасход плёнки замечался и ранее.
Съёмки проводились на ранчо студии РКО в Энсино, а сцена ограбления мехов снималась непосредственно на складе РКО. Технически наиболее сложными были кульминационные сцены в финале картины, которые стали «триумфом кинематографического мастерства». Так, противостояние Стива с двумя бандитами в его квартире показано чередованием кадров, снятых с одиннадцати тщательно просчитанных точек, а воздействие смонтированного материала усиливается синхронизированным тревожным тиканьем часов и музыки. А финальное столкновение на лестнице между Стивом и Уолтом стало «шедевром экспрессионизма», задействовав 13 ракурсов за 2 минуты и 21 секунду экранного времени.

## Прокатная судьба фильма
В первую неделю проката в Сан-Франциско в июне 1947 года результаты были хорошими, но затем продажи пошли на спад, и картину стали ставить вторым фильмом при двойном киносеансе. К октябрю, когда фильм заканчивал общенациональный прокат в Нью-Йорке, Манн успел закончить ещё два нуаровых триллера и покинул РКО «на пути к коммерческому успеху».

## Оценка фильма критикой

### Общая оценка фильма
Сразу после выхода фильма на экраны в 1946 году журнал «Variety» назвал его «первоклассной гангстерской мелодрамой», в которой «Манн своей мастерской режиссурой делает упор на саспенс». Современные критики также не скупятся на похвалы картине. В частности, Дэвид Хоган назвал фильм «ясным, прямым и сильным, как хороший боксёрский удар», отметив, что он «сделан умело и увлекательно», хотя и с некоторыми незначительными недостатками в сценарии . Киновед Ричард Стейнер выразил мнение, что «Отчаянный» «является ещё одним отличным примером великолепного фильма категории В с необыкновенно тонким феминистским подтекстом и эмоциональным повествованием». Стейнер отмечает, что «фильм движется на стремительной скорости, рассматривая множество неоднозначных ситуаций (доминирующая тема более поздних вестернов Манна), достигая кульминации в жестокой смерти злодея как раз в тот самый момент, когда его младший брат подвергается казни за провалившееся преступление и убийство полицейского». Подводя итог, Стейнер заключает, что этот «творчески поставленный фильм категории В так и не получил достойной оценки как один из лучших среди фильмов своего типа».
Назвав картину «мини-классикой фильма нуар», критик Хэл Эриксон отметил, что фильм продемонстрировал «беспокойный, нуаровый поворот темы традиционных моральных ценностей, ответственности и вины», заявив далее, что с этой картиной «режиссёр Энтони Манн фактически вошёл в ряды режиссёров класса А, хотя ему и пришлось проработать ещё несколько лет с картинами категории В». Брюс Эдер охарактеризовал картину, как «искусный и увлекательный недорогой, высококачественный триллер, который во многих смыслах предвосхитил более известный, крупнобюджетный триллер Манна „Переулок“ (1950)». Далее Эдер отметил, что «ещё за несколько лет до своих картин категории А на крупных студиях Манн уже показал в этом фильме, как он может делать нечто очень существенное из очень малого. Этот компактный нуаровый триллер тянет множество нитей». Это и «чётко и убедительно прописанные персонажи, особенно, шофёр и хороший парень (Стив Броуди), который оказывается в плену созданного не им кошмара; и психопатический лидер банды (Рэймонд Бёрр); и правдоподобная жуткая ситуация для героя; и убедительная скупая сценография; и целый подбор персонажей второго плана». Деннис Шварц описал картину как «триллер категории В, знаменитый своей нуаровой сценой, в которой главного героя избивает безжалостная банда в своём тёмном подвале, служащем им убежищем, в то время как одинокая лампочка под потолком раскачивается взад-вперёд в такт ударам… Энтони Манн является мастером постановки таких дешёвых фильмов и придания им стильного вида. Он выжимает всё что можно из тощей истории, в чём ему помогает игра Рэймонда Бёрра и Стива Броуди».

### Место фильма в творчестве Манна
По мнению многих критиков, этот фильм положил начало стремительному творческому взлёту Энтони Манна, в ходе которого он поставил целую серию замечательных фильмов нуар в 1940-е годы, а затем и свои знаменитые вестерны 1950-х годов. Биограф режиссёра Уильям Дарби оценил «Отчаянный» как «фильм-прорыв для Манна, стилистически более глубокий, чем что-либо из того, что он делал ранее», отметив, что «здесь не хватает только Джона Олтона, операторский гений которого усилит работы режиссёра в 1940-50-е годы». Кинокритик Майк Лорефис полагает, что «фильм лишён экзистенциальных страхов и серых зон лучших фильмов нуар Манна, а искренняя простота его морали поразительна для мастера психологической драмы, каким является Манн».
По мнению Альвареса, «„Отчаянный“ предвосхищает следующий фильм Манна „Переулок“ (1950). В центре внимания обоих фильмов находятся борющиеся за существование молодожёны из среды рабочего класса, чья финансовая неустойчивость превращает их в лёгкую мишень для преступников». Вместе с тем, «несмотря на мрачный и угрожающий характер происходящего, „Отчаянный“ по тональности более оптимистичен, чем безрадостный „Переулок“, поскольку в нём главный герой не виновен» . Брайан Макдоннелл отметил, что «хотя с этим фильмом Манн и не добился столь явного успеха, как с более известными картинами „Грязная сделка“ (1948) и „Агенты казначейства“ (1948)», тем не менее, этот «самый первый нуар Манна показывает некоторые темы, визуальный стиль и сцены насилия», которые получили дальнейшее развитие в его последующих работах.

### Проблематика и тематика фильма
Как замечает историк фильма нуар Дэвид Хоган, «фильм важен тем, что затрагивает многие темы, беспокоившие людей в послевоенное время. Съёмки фильма завершились в декабре 1946 года, то есть через 15 месяцев после окончания Второй мировой войны. Стив, как и миллионы американцев, служил в армии, и, как и они, после войны едва сводит концы с концами в некачественном жилье и на доходы, которые не поспевают за инфляцией».
По мнению Алана Силвера, главным в фильме является демонстрация того, что традиционные ценности среднего класса начинают подвергаться серьёзной деформации. Так, «паранойя молодой супружеской пары проистекает уже не из страха перед законом, а из страха перед местью преступников». А атмосфера «безнадёжности в этой ситуации полностью уводит фильм в область нуара. Здесь присутствуют и цинизм, и жестокость, которые говорят о недоверии людей к сложившимся порядкам в американском обществе».
Алан Силвер далее отмечает, что «насилие существует в фильмах Манна как реальность, без каких-либо недомолвок или уловок, и (с помощью демонстрации насилия) „Отчаянный“ оказывает то суровое и грубое воздействие, которого не достигает большинство фильмов нуар того времени». При этом Майкл Кини и замечает, что «этот первый фильм-нуар режиссёра Манна не столь суров и жесток, как его последующие картины» . Шварц полагает, что основными «темами фильма являются насилие и отчаяние». Он пишет, что самое сильное воздействие оказывает то, что «в запросах среднего класса в послевоенный период появился налёт цинизма, а жестокость всё больше стала наполнять повседневную картину американского общества. Пребывая в параноидальном состоянии, пара чувствует, что должна позаботиться о себе сама, не веря в то, что кто-то другой сможет ей помочь. Чувство безысходности этой пары придаёт картине классический нуаровый облик».
Майк Лорефис обращает внимание на то, как Манн в этой картине «остро противопоставляет мужской и женский мир, возможно, даже не осознавая того». По его мнению, «Энн является идеальной женой своей эпохи, никогда не влезая в дела своего мужа и обслуживая его на максимуме своих возможностей. При этом наши симпатии находятся на стороне Энн потому что мы видим, что она права». С другой стороны, «держа её в неведении и не слушая её мольбы немедленно отправиться в полицию, Стив совершает бесчисленные ошибки, загоняя их обоих во всё более серьёзные проблемы и ставя под всё большую угрозу». Далее Лорфис отмечает, что «вместо того, чтобы сделать Стива типичным крутым тафгаем-одиночкой, который бы вызывал наше восхищение, режиссёр делает его тёплым, заботливым и добрым в отношениях с женщинами, которые его окружают. Сцены с участием любящей молодой пары легко принять,… а лёгкие комические моменты с неумелым выпеканием пирога и параноидальные заблуждения молодожёнов используются для показа того, что они нормальные люди. Напротив, чисто мужские сцены представляют собой постоянные избиения и панические настроения, ведущие к запугиванию и вымогательству, а не к общей пользе и сотрудничеству».
Исследователь творчества Манна Джанин Бэсингер обращает внимание на «попытку режиссёра противопоставить два мира — мир молодой пары, на свою беду поглощённый жестоким нуаровым миром, и криминальный мир как таковой, олицетворением которого является неуклюжий Рэймонд Бёрр» . Стейнер также подчёркивает, что «Манн всячески старается противопоставить пасторальное счастье сельской жизни и очевидную любовь героев Броуди и Лонг тёмному и грязному существованию крысиной норы Бёрра и его подручных». Вместе с тем, Стейнер считает, что «зрителя не оставляет ощущение своего рода извращённой симпатии к персонажу Бёрра… Им движет слепая любовь к своему брату, и этот тип любви мощнее, чем робкие радости Броуди и Лонг. Манна, как это часто бывает у сильных режиссёров фильма нуар, привлекает более тёмная сторона любви».
Лорефис обращает внимание на то, что «несмотря на свой неторопливый ход, фильм даёт неотвратимой угрозе медленно проникнуть в каждый чёрный кадр этого мрачного фильма». При этом он считает, что «наибольшую тревогу в цепочке невезений Стива вызывает моральная неоднозначность копов, сопоставимых в этом плане с преступниками. Когда Стив наконец рассказывает свою историю полиции, лейтенант Феррари просто выслушивает его. И хотя лейтенант не верит Стиву, он позволяет ему уйти, чтобы использовать его как наживку для выслеживания остальной банды». Брюс Эдер отмечает, что «в качестве противовеса взаимоотношениям Стива и его жены Энн введены сцены между Стивом и детективом Феррари, когда последний быстро выносит приговор и выбрасывает несчастного шофёра на съедение волкам, тихо ужасая тем, насколько легко он распоряжается чужой жизнью».

### Визуальные качества картины
Многие критики обратили внимание на потрясающий визуальный стиль Манна в этой картине, который во многом стал прообразом его будущих работ. Так, Макдоннелл, в частности, написал, «что экспрессионистский визуальный стиль Манна очевиден на протяжении всего фильма». Для создания большего художественного воздействия режиссёр и оператор Дискант умело оперируют не только постановкой света и его интенсивностью, но и мастерски варьируют ракурсы, в частности, активно используя съёмки с низкой точки, а также планы, начиная от дальних и заканчивая сверхкрупными. Кроме того, с помощью света Манн противопоставляет молодую счастливую пару, снятую при ярком освещении, и бандитов, кадры с участием которых максимально затемнены.
Отмечая «стилистическое совершенство в выборе ракурсов, постановке света и монтаже, которые точно передают атмосферу и настроение каждой сцены», Дарби подробно разбирает художественное решение нескольких ключевых сцен фильма . Хоган обращает особое внимание на визуальное решение и работу оператора в сцене избиения в бандитском убежище, а также в кульминационном противостоянии в финале картины . По мнению Силвера, насилие нашло вполне точное визуальное решение в этой картине, примером чего служит сцена «жесткого избиения в подвале, где подсветка единственной раскачивающей лампочкой отражает разнообразие контрастных образов в энергичном движении света, что является потрясающим примером американского экспрессионистского фильма нуар».
Вместе с тем, Бэсингер отмечает, что «к сожалению, Манн настолько лучше умеет снимать криминальный мир, чем нормальных людей, что в фильме слегка нарушен баланс. Сцены, в которых молодая пара показана ведущей здоровую нормальную жизнь — вялые и безжизненные. С другой стороны, сцены с преступниками настолько увлекательны, что историк кино Дон Миллер включил эту картину в свой список лучших фильмов категории В как „превосходящий любые ожидания“» .

### Памятные сцены в фильме
По мнению многих критиков, визуальное мастерство Манна в этой картине сочеталось с великолепной постановкой мизансцены, что привело к появлению целой серии впечатляющих, запоминающихся сцен. Стейнер, в частности, пишет, что «трудно выделить самую великолепную сцену в этом блестящем фильме. Может быть, это сцена, в которой Бёрр отрезает себе кусок индейки, одновременно запугивая пожилых деревенских жителей, или жестокая сцена драки, во время которой раскачивающаяся под потолком лампа бросает свет на садистские лица убийц, делая их то чёрными, то белыми. А, может быть, это великолепно выполненный монтаж эпизодов с нарастающим крупным планом часов, которые отсчитывают время казни, а, возможно, это смерть Пита, скользкого вымогателя, севшего за оставленную еду и тут же молниеносно ликвидированного. Есть и другие фантастические сцены, которых слишком много, чтобы перечислить их все».

### Оценка работы режиссёра и творческой группы
Стейнер пишет, что «в этой картине Манн начал разрабатывать многочисленные стилистические приёмы, которые он реализует в последующих фильмах, прежде всего, это касается нестандартного использования насилия». Он отмечает, что в этой картине «Манн сделал великолепные успехи в развитии своей техники и стиля. По его собственным словам, „Отчаянный“ стал его первым фильмом, в котором он получил право на определённое художественное руководство, включая участие в работе над сценарием вместе с Гарри Эссексом».
Далее Стейнер отмечает, что «Манн работал исключительно хорошо с оператором Джорджем Дискантом (до сих пор, к сожалению, недооценённым мастером фильма нуар)». Вместе они добились «создания пугающей атмосферы и новаторской техники повествования с помощью использования контрастной съёмки и глубокого фокуса». Лорефис отмечает, что «хотя Манн ещё не начал работать в паре с оператором-асом Джоном Олтоном, его интерес к созданию чёрного изображения уже очевиден во многих сценах, включая классическое избиение Стива подручными Рэдака». Далее он указывает, что хотя «мастерская работа Олтона за камерой внесёт дополнительный интерес и изобретательность в картины Манна, но его предшественник Джордж Е. Дискант, который впоследствии снял такие замечательные фильмы нуар, как „Они живут по ночам“ (1948) и „На опасной земле“ (1951) Николаса Рэя, „Узкая грань“ (1952) Ричарда Флейшера и „Двоеженец“ (1953) Айды Лупино, в отдельных эпизодах просто отличен».
Актёрская игра, по мнению критиков, выполнена на должном уровне. Так, «Variety» полагает, что «Броуди не плох в качестве честного шофёра, который попадает в одну пробку за другой, а Лонг в роли его жены внешне очень мила, временами напоминая Джинджер Роджерс». «TimeOut» выделяет игру Бёрра, отмечая, что он «великолепен в роли главаря банды, а сцена избиения в тёмном подвале, освещённом единственной раскачивающейся лампочкой, выражает сущность нуара». Шварц также считает, что «Бёрр создаёт отличный образ злодея, а Броуди смотрится живо в роли невинного героя в бегах как от полиции, так и от преступной банды».С этим мнением согласен и Кини, написавший, что «Броуди отличен в роли горемычного героя войны, главными заботами которого являются его жена и ребёнок, а Бёрр, как всегда, бесподобен в роли злодея» . По мнению Хогана, «Стив Броуди один из тех бесцветных актёров, который как будто бы вовсе не играет. Поскольку он не обладает какой-либо особой актёрской техникой, вы никогда не поймаете его на том, что он играет, и фильм от этого только выигрывает. Одри Лонг в роли его жены даёт убедительную игру, но самой высокой оценки заслуживает Рэймонд Бёрр, который только начинал свой путь экранного злодея».